# Ruth Bosibori
 Ruth Bisibori Nyangau (ur. 2 stycznia 1988) – kenijska biegaczka długodystansowa.
Specjalizuje się w biegu na 3000 m z przeszkodami. W 2007 zdobyła złoty medal Igrzysk afrykańskich. W sierpniu 2007 ustanowiła do dziś aktualny rekord świata juniorów - 9:25.25. Notuje również znaczne sukcesy na największych międzynarodowych imprezach :
- 4. miejsce podczas Mistrzostw Świata (Osaka 2007)
- 6. miejsce na Igrzyskach Olimpijskich (Pekin 2008)
- 3. miejsce w Światowym Finale IAAF (Stuttgart 2008)
- 1. lokata podczas Światowego Finale IAAF (Saloniki 2009)

## Rekordy życiowe
- bieg na 3000 m z przeszkodami - 9:13,16 (2009)
- bieg na 3000 m – 8:45,48 (2009)